# 第20回全日本女子ユース (U-18)サッカー選手権大会
JOCジュニアオリンピック 第20回全日本女子ユース (U-18)サッカー選手権大会は、2017年1月3日から1月7日にかけて開催された、第20回目の全日本女子ユース (U-18)サッカー選手権大会である。

## 参加チーム
| - 北海道（1） - クラブフィールズ・リンダ - 東北（1） - 秋田L.F.C. - 関東（5） - 日テレ・メニーナ - スフィーダ世田谷FCユース - ジェフユナイテッド市原・千葉レディースU-18 - 浦和レッドダイヤモンズレディースユース - FC十文字VENTUS - 北信越（1） - アルビレックス新潟レディースU-18 - 東海（1） - NGU名古屋FCレディースユース | - 関西（3） - セレッソ大阪堺ガールズ - 宝塚エルバイレLFC - INAC神戸レオンチーナ - 中国（1） - アンジュヴィオレ広島U-18 - 四国（1） - FC今治ひうちレディース - 九州（2） - ヴィクサーレ沖縄FCナビィータU-18 - 大分トリニータレディース |

## 日程・結果

### 1回戦
| #1 | 2017年1月3日 9:30 |

| セレッソ大阪堺ガールズ | 16 - 0         | ヴィクサーレ沖縄FCナビィータ |
| 田中智子 2分, 66分 · 宝田沙織 11分, 38分, 40+3分, 47分, 50分 · 宝田沙織 54分, 79分 · 15分 (OG) · 脇阪麗奈 19分 · 野島咲良 20分 · 林穂之香 27分 · 矢形海優 48分 · 筒井梨香 71分, 80+1分 | 公式記録 (PDF) |                              |

| J-GREEN堺 S3 |

| #2 | 2017年1月3日 9:30 |

| アルビレックス新潟レディースU-18 | 1 - 0          | INAC神戸レオンチーナ |
| 土肥穂乃香 68分                  | 公式記録 (PDF) |                      |

| J-GREEN堺 S5 |

| #3 | 2017年1月3日 11:10 |

| アンジュヴィオレ広島U-18    | 2 - 1          | クラブフィールズ・リンダ |
| 谷本景 60分 · 渡谷祥乃 64分 | 公式記録 (PDF) | 松村はるか 6分           |

| J-GREEN堺 S2 |

| #4 | 2017年1月3日 11:10 |

| 秋田L.F.C. | 0 - 9          | ジェフユナイテッド市原・千葉レディースU-18                                                                              |
|            | 公式記録 (PDF) | 椎野彩香 23分, 42分, 46分 · 市瀬千里 24分 · 本園可奈 28分 · 今村瑞月 54分 · 佐藤瑞夏 63分 · 75分 (OG) · 甲斐碧海 80+2分 |

| J-GREEN堺 S4 |

| #5 | 2017年1月3日 12:50 |

| スフィーダ世田谷FCユース                                                    | 5 - 3          | 宝塚エルバイレLFC                   |
| 瀧下まひる 7分 · 曽根舞花 24分 · ブラフ フェイ 33分, 39分 · 安田祐美乃 41分 | 公式記録 (PDF) | 河本悠希 68分, 75分 · 福島栞里 70分 |

| J-GREEN堺 S3 |

| #6 | 2017年1月3日 12:50 |

| 大分トリニータレディース     | 2 - 3          | FC十文字VENTUS                                  |
| 坂本載瑛 4分 · 加藤明星 52分 | 公式記録 (PDF) | 安部美楽乃 30分 · 岸あやめ 34分 · 松久栞南 48分 |

| J-GREEN堺 S5 |

| #7 | 2017年1月3日 14:30 |

| FC今治ひうちレディース | 0 - 10         | 浦和レッドダイヤモンズレディースユース                                                                                             |
|                        | 公式記録 (PDF) | 三浦晴香 5分 · 長野風花 9分, 63分 · 小嶋星良 16分, 18分 · 高山のはら 31分 · ワタリ ユキ 49分, 65分 · 金勝里央 51分 · 髙橋美紀 80分 |

| J-GREEN堺 S2 |

| #8 | 2017年1月3日 14:30 |

| NGU名古屋FCレディースユース | 0 - 9          | 日テレ・メニーナ                                                                                       |
|                             | 公式記録 (PDF) | 植木理子 9分, 23分, 67分 · 原田えな 11分 · 岩﨑心南 43分 · 内田光 53分 · 三谷和華奈 62分, 75分, 80+4分 |

| J-GREEN堺 S4 |

### 2回戦
| #9 | 2017年1月4日 11:00 |

| セレッソ大阪堺ガールズ                                                           | 6 - 0          | アルビレックス新潟レディースU-18 |
| 李誠雅 1分 · 矢形海優 11分, 60分 · 宝田沙織 14分 · 松原優菜 41分 · 林穂之香 66分 | 公式記録 (PDF) |                                  |

| J-GREEN堺 S2 |

| #10 | 2017年1月4日 11:00 |

| アンジュヴィオレ広島U-18 | 0 - 10         | ジェフユナイテッド市原・千葉レディースU-18                                                                            |
|                          | 公式記録 (PDF) | 本園可奈 12分 · 佐藤瑞夏 25分, 72分, 78分 · 小澤寛 33分 · 甲斐碧海 45分, 49分 · 椎野彩香 70分, 80+2分 · 大澤春花 79分 |

| J-GREEN堺 S5 |

| #11 | 2017年1月4日 13:30 |

| スフィーダ世田谷FCユース                                       | 4 - 2          | FC十文字VENTUS      |
| 安田祐美乃 5分 · 柏原美羽 11分 · 曽根舞花 16分 · 佐藤春奈 34分 | 公式記録 (PDF) | 渡邉侑美 35分, 58分 |

| J-GREEN堺 S2 |

| #12 | 2017年1月4日 13:30 |

| 浦和レッドダイヤモンズレディースユース | 0 - 0          | 日テレ・メニーナ                    |
|                                        | 公式記録 (PDF) |                                     |
|                                        | PK戦           |                                     |
| 小嶋星良 久保真理子 長嶋玲奈 高橋はな  | 4 - 2          | 菅野奏音 松田紫野 船木和夏 嶋中美帆 |

| J-GREEN堺 S5 |

### 準決勝
| #13 | 2017年1月6日 11:00 |

| セレッソ大阪堺ガールズ        | 2 - 1          | ジェフユナイテッド市原・千葉レディースU-18 |
| 宝田沙織 45分 · 矢形海優 62分 | 公式記録 (PDF) | 宇内彩来 55分                              |

| J-GREEN堺 S1 |

| #14 | 2017年1月6日 13:30 |

| スフィーダ世田谷FCユース | 0 - 5          | 浦和レッドダイヤモンズレディースユース                                             |
|                          | 公式記録 (PDF) | ワタリ ユキ 14分 · 長野風花 37分 · 長嶋玲奈 55分 · 一法師央佳 60分 · 髙橋美紀 79分 |

| J-GREEN堺 S1 |

### 3位決定戦
| #15 | 2017年1月7日 11:00 |

| ジェフユナイテッド市原・千葉レディースU-18    | 3 - 2          | スフィーダ世田谷FCユース             |
| 今村瑞月 21分 · 本園可奈 82分 · 甲斐碧海 85分 | 公式記録 (PDF) | 柏原美羽 31分 · ブラフ シャーン 43分 |

| J-GREEN堺 S1 |

### 決勝
| #16 | 2017年1月7日 13:30 |

| セレッソ大阪堺ガールズ                    | 4 - 0          | 浦和レッドダイヤモンズレディースユース |
| 野島咲良 23分, 47分 · 宝田沙織 30分, 86分 | 公式記録 (PDF) |                                        |

| J-GREEN堺 S1 |